# Маркетинг і менеджмент інновацій

## Історія
Журнал «Маркетинг і менеджмент інновацій» (ММІ), було започатковано кафедрою маркетингу СумДУ у лютому 2010 року.
Згідно з рішенням Президії Вищої атестаційної комісії від 23.02.2011 року журнал ММІ включено до Переліку наукових фахових видань України, у яких можуть публікуватися результати дисертаційних робіт на здобуття наукових ступенів доктора і кандидата економічних наук.
Журнал виходить із періодичністю 4 рази на рік.
Мова публікацій: українська, російська і англійська.

## Розділи журналу
- Маркетинг інновацій
- Інновації у маркетингу
- Інноваційний менеджмент
- Проблеми управління інноваційним розвитком
- Екологічний маркетинг та менеджмент